# 金沙乡 (白玉县)
金沙乡，是中华人民共和国四川省甘孜藏族自治州白玉县下辖的一个乡镇级行政单位。

## 行政区划
金沙乡下辖以下地区：
八吉村、沙丁麦村、伍仲村、卡岗村、茂也村、多来村、哈巴村、卓英村、播恩村、亚力西村、仁中村、阿卓村和吉松村。